# Alejandro Delorte
Alejandro Delorte (Cabildo, 2 giugno 1978) è un ex calciatore argentino, di ruolo attaccante.

## Carriera
Dopo esser cresciuto calcisticamente nella squadra della sua città, il modesto Pacífico de Cabildo, passa all'Olimpo nella stagione 2000-2001 dove trascorre sei anni tutti nella massima divisione argentina.
A metà della stagione 2005-2006 si trasferisce al Gimnasia (LP), per poi passare l'anno successivo alla sua prima esperienza all'estero nella squadra più rappresentativa d'Uruguay, il Peñarol.
Rimane in Uruguay solo pochi mesi, finché il Brescia lo acquista nel mercato del gennaio 2007 senza mai utilizzarlo per tutto il resto della stagione.
Non viene riconfermato e si accasa all'Argentinos Juniors in vista della stagione 2007-2008.